# Ушаков Вадим Сергійович
Вади́м Сергі́йович Ушако́в (нар. 1991) — старший солдат Збройних сил України, учасник російсько-української війни.

## З життєпису
В часі війни — кулеметник 90-го окремого аеромобільного батальйону; старший солдат.
12 квітня 2016 року, відбиваючи піхотний штурм терористів на Авдіївську промзону, зазнав важкого поранення. Сам дійшов до місця евакуації, однак через ускладнення (внаслідок численних поранень почалося кисневе голодування) втратив змогу ходити та говорити. Позиція була дуже важлива, і вже за годину до його кулемета приступив Євген Чурбанов. До того вони не були знайомі; у бою теж не перетнулися.
Спробувати підняти його на ноги взялися лікарі приватної клініки у Броварах. Євген вирішив розшукати того, хто стояв за кулеметом до нього. Від того часу допомагає Вадиму повернутися до життя.
Станом на червень 2019 року проходить складний курс реабілітації. Був прикутий до лікарняного ліжка, пересувається на візку і заново вчиться ходити й говорити. Поруч з Вадимом мама Наталія, що вгадує його слова по окремих літерах, та дружина Олена. Побратими допомагають збирати кошти на лікування.

## Нагороди та вшанування
- Указом Президента України № 854/2019 від 20 листопада 2019 року за «особисту мужність і самовіддані дії, виявлені у захисті державного суверенітету та територіальної цілісності України, зразкове виконання військового обов'язку та з нагоди Дня Десантно-штурмових військ Збройних Сил України» нагороджений орденом «За мужність» III ступеня[2].